# Al-Mustarshid
Abu Mansur al-Faḍl ibn Ahmad al-Mustazhir (arabiska:أبو منصور الفضل بن أحمد المستظهر; även känd i väst med stavningen Al-Mustarshid Billah), född 1092, död 29 augusti 1135, var en abbasidisk kalif 1118–1135.